# Wochenschrift des Vereines zur Befördung des Gärtenbaues in den Königl. Preussischen Staaten für Gärtnerei und Pflanzenkunde
Wochenscrift des Vereines zur Befördung des Gärtenbaues in den Königl. Preussischen Staaten für Gärtnerei und Pflanzenkunde (abreviado Wochenschr. Vereines Beford. Gartenbaues Konigl. Preuss. Staaten) fue una revista ilustrada y con descripciones botánicas que fue editada en Berlín. Se publicaron los números 3 al 15, en los años 1860-1872. Fue precedida por Wochenschr. Gärtnerei Pflanzenk y reemplazada por Monatsschr. Vereines Beförd. Gartenbaues Königl. Preuss. Staaten.